# ماندي مينلا
ماندي مينلا (بالفرنسية: Mandy Minella)‏ مواليد 22 نوفمبر 1985 في لوكسمبورغ، هي لاعبة كرة مضرب بدأت مسيرتها كمحترفة سنة 2001 تلعب باليد اليمنى وتحتل حالياً المرتبة 173 (8 فبراير 2016) في تصنيف رابطة محترفات كرة المضرب.

## الخط الزمني للأداء
مفتاح
| ف | ن | ن.ن | ر.ن | د# | د.م | ل | أ.أ | ت | غ | ب | ف | ذ | م.خ | ل.ت |

(ف) فاز بالبطولة (ن) وصل النهائي (ن.ن) نصف النهائي (ر.ن) ربع النهائي (د#) الأدوار الأربعة الأولى (د.م) دور المجموعات (ل) شارك في كأس ديفيز (أ.أ) خرج من الأدوار الاولى (ت) خسر التصفيات التأهيلية (غ) غاب عن الحدث أو البطولة (ب) حصل على ميدالية برونزية (ف) حصل على ميدالية فضية (ذ) حصل على ميدالية ذهبية (م.خ) بطولة الماسترز خُفضت إلى مرتبة أقل (ل.ت) البطولة لم تعقد في السنة المعينة.
لتجنب الارتباك وازدواجية الحساب، يتم تحديث هذه المعلومات إما في نهاية البطولة، أو عندما تكون مشاركة اللاعب في البطولة قد انتهت.

### الفردي
| الدورة                        | 2007 | 2008 | 2009 | 2010 | 2011 | 2012 | 2013 | 2014 | 2015 | 2016 | ف-خ  |
| ----------------------------- | ---- | ---- | ---- | ---- | ---- | ---- | ---- | ---- | ---- | ---- | ---- |
| بطولة أستراليا المفتوحة للتنس | غ    | غ    | غ    | غ    | ت2   | د1   | د1   | د2   | ت1   | ت1   | 1–3  |
| دورة رولان غاروس الدولية      | غ    | غ    | غ    | ت1   | ت3   | د1   | د1   | د1   | غ    |      | 0–3  |
| بطولة ويمبلدون                | غ    | غ    | غ    | ت1   | ت1   | د1   | د1   | ت1   | ت3   |      | 0–2  |
| أمريكا المفتوحة               | ت1   | غ    | ت1   | د3   | ت3   | د3   | د1   | ت1   | ت2   |      | 4–3  |
| فوز-خسارة                     | 0–0  | 0–0  | 0–0  | 2–1  | 0–0  | 2–4  | 0–4  | 1–2  | 0-0  | 0-0  | 5–11 |
| تصنيف نهاية العام             | 401  | 330  | 241  | 133  | 117  | 75   | 115  | 156  | 162  |      |      |

## روابط خارجية
- ماندي مينلا على موقع رابطة محترفات التنس (الإنجليزية)
- ماندي مينلا على موقع الاتحاد الدولي لكرة المضرب (الإنجليزية)
- ماندي مينلا على موقع كأس بيلي جين كينغ (الإنجليزية)
- ماندي مينلا على موقع خلاصة التنس.كوم (الإنجليزية)
- ماندي مينلا على موقع إي إس بي إن.كوم (الإنجليزية)